# Біла (герб)
Біла (Бяла, пол. Biała) — шляхетський герб польського походження.

## Історія
Точне походження герба невідоме.

## Опис
У синьому полі срібна підкова ріжками догори, в якій такі ж півтора хреста.

## Роди
Доманевські (Domaniewski), Ожанські (Ożański), Пшелуські (Przełuski), Пшилуські (Przyłuski).